# Arquidiócesis de los Servicios Militares de Estados Unidos

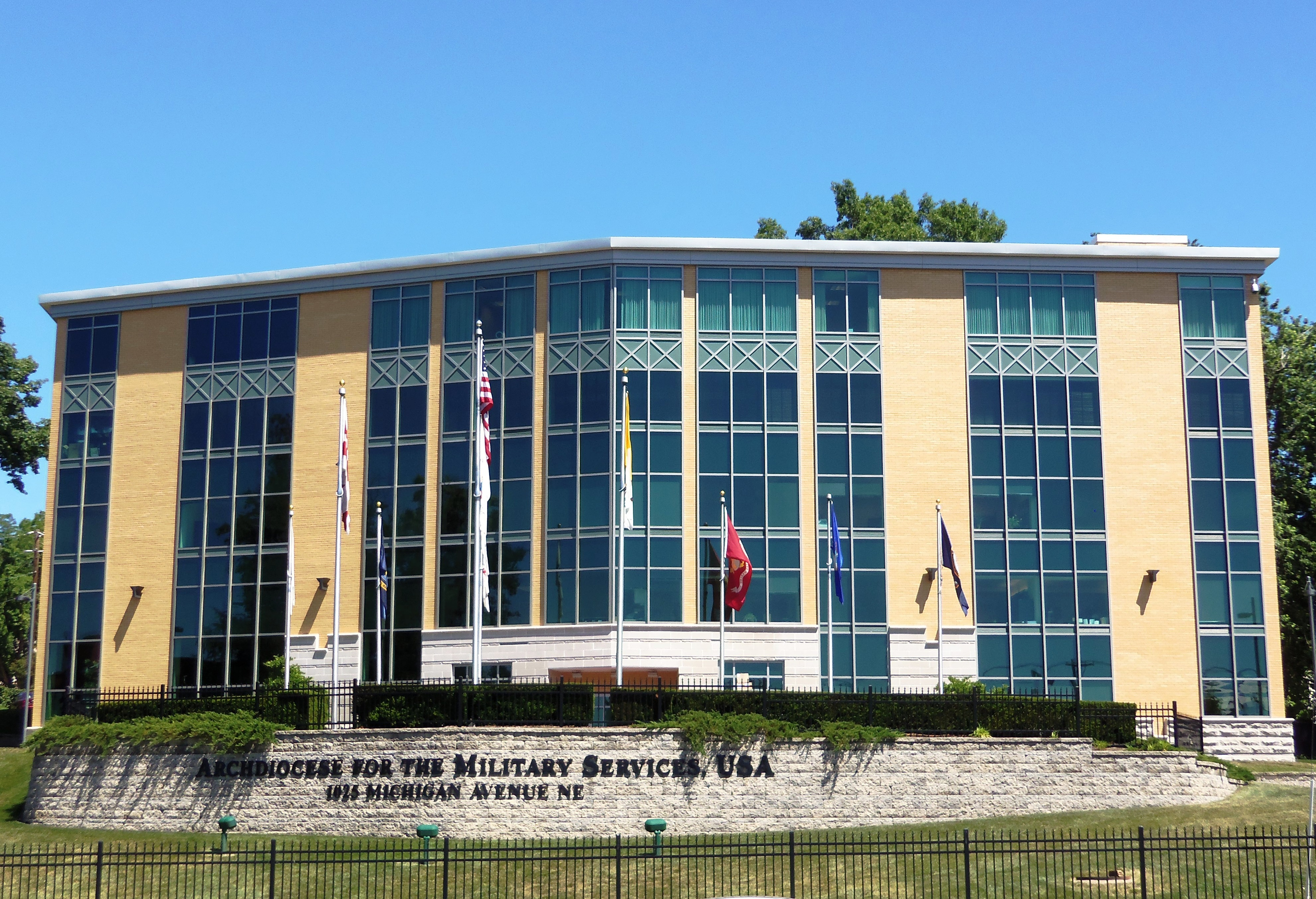
Sede, Michigan Avenue en Washington D. C.

La arquidiócesis de los Servicios Militares de Estados Unidos (en inglés: Roman Catholic Archdiocese for the Military Services) es un ordinariato militar de la Iglesia católica en los Estados Unidos que ofrece servicios pastorales y espirituales a los miembros de las fuerzas armadas de Estados Unidos y de otros servicios federales de ultramar. La sede del ordinariato militar está en Washington D. C.

## Territorio y organización
El ordinariato militar tiene jurisdicción personal peculiar ordinaria y propia sobre los fieles católicos militares de rito latino (y otros fieles definidos en los estatutos), incluso si se hallan fuera de las fronteras del país, pero los fieles continúan siendo feligreses también de la diócesis y parroquia de la que forman parte por razón del domicilio o del rito, pues la jurisdicción es cumulativa con el obispo del lugar. Los cuarteles y los lugares reservados a los militares están sometidos primera y principalmente a la jurisdicción del ordinario militar, y subsidiariamente a la jurisdicción del obispo diocesano cuando falta el ordinario militar o sus capellanes. El ordinariato tiene su propio clero, pero los obispos diocesanos le ceden sacerdotes para llevar adelante la tarea de capellanes militares de forma exclusiva o compartida con las diócesis.

## Historia
Se trata de una diócesis especial de la Iglesia católica, equivalente a la archidiócesis castrense de España, que data del 8 de septiembre de 1957 cuando fue erigida canónicamente con el decreto Mysticam Petri naviculam de la Congregación Consistorial. Está al servicio de los miembros y otras personas empleadas por las cinco ramas militares de Estados Unidos: Fuerza Aérea, Ejército de Tierra, Guardia Costera, Cuerpo de Marines y la Armada, para los empleados de la Administración de Salud de Veteranos de Estados Unidos (Veterans Health Administration) y sus pacientes, así como para los estadounidenses al servicio de un gobierno extranjero.
Mediante la promulgación de la constitución apostólica Spirituali Militum Curae por el papa Juan Pablo II el 21 de abril de 1986 los vicariatos militares fueron renombrados como ordinariatos militares o castrenses y equiparados jurídicamente a las diócesis. Cada ordinariato militar se rige por un estatuto propio emanado de la Santa Sede y tiene a su frente un obispo ordinario nombrado por el papa teniendo en cuenta los acuerdos con los diversos Estados. 
El 18 de agosto de 1987 la Santa Sede aprobó los estatutos del ordinariato militar en los Estados Unidos de América, previstos por la constitución Spirituali Militum Curae. 

## Episcopologio
Lista de los vicarios y ordinarios militares y sus mandatos:
- Patrick Joseph Hayes † (24 de noviembre de 1917-10 de marzo de 1919 nombrado arzobispo de Nueva York)
- John Francis O'Hara, C.S.C. † (11 de diciembre de 1939-10 de marzo de 1945 nombrado obispo de Búfalo)
- Francis Joseph Spellman † (11 de diciembre de 1939-2 de diciembre de 1967 falleció)
- Terence James Cooke † (4 de abril de 1968-6 de octubre de 1983 falleció)
- John Joseph Thomas Ryan † (16 de marzo de 1985 por sucesión-14 de mayo de 1991 renunció)
- Joseph Thomas Dimino † (14 de mayo de 1991-12 de agosto de 1997 renunció)
- Edwin Frederick O'Brien (12 de agosto de 1997 por sucesión-12 de julio de 2007 nombrado arzobispo de Baltimore)
- Timothy Paul Andrew Broglio, desde el 19 de noviembre de 2007

## Estadísticas
De acuerdo al Anuario Pontificio 2020 el ordinariato militar en 2019 tenía 455 sacerdotes.
| Año                                                                             | Población            | Población | Población      | Sacerdotes | Sacerdotes    | Sacerdotes    | Bautizados por sacerdote | Diáconos permanentes | Religiosos | Religiosos | Parroquias |
| Año                                                                             | Bautizados católicos | Total     | % de católicos | Total      | Clero secular | Clero regular | Bautizados por sacerdote | Diáconos permanentes | Varones    | Mujeres    | Parroquias |
| ------------------------------------------------------------------------------- | -------------------- | --------- | -------------- | ---------- | ------------- | ------------- | ------------------------ | -------------------- | ---------- | ---------- | ---------- |
| 1999                                                                            |                      |           |                | 523        | 454           | 69            | 0                        | 53                   | 122        | 12         |            |
| 2000                                                                            |                      |           |                | 1116       | 889           | 227           | 0                        | 53                   | 227        | 12         |            |
| 2001                                                                            |                      |           |                | 1060       | 839           | 221           | 0                        | 56                   | 221        | 12         |            |
| 2002                                                                            |                      |           |                | 1085       | 892           | 193           | 0                        | 56                   | 249        | 12         |            |
| 2003                                                                            |                      |           |                | 936        | 722           | 214           | 0                        | 55                   | 269        | 12         |            |
| 2004                                                                            |                      |           |                | 968        | 742           | 226           | 0                        | 55                   | 287        | 12         |            |
| 2013                                                                            |                      |           |                | 359        | 307           | 52            | 0                        |                      | 52         |            |            |
| 2016                                                                            |                      |           |                | 386        | 317           | 69            | 0                        | 2                    | 69         |            |            |
| 2019                                                                            |                      |           |                | 455        | 367           | 88            | 0                        | 2                    | 88         |            |            |
| Fuente: Catholic-Hierarchy, que a su vez toma los datos del Anuario Pontificio. |                      |           |                |            |               |               |                          |                      |            |            |            |